# キム・グァンジン (歌手)
キム・グァンジン（金光辰、1964年9月17日 - ）は、大韓民国のシンガーソングライターであり、株式トレーダー、経済評論家でもある。

## 主な活動履歴
1994年「マボべソン(魔法の城)」を発表した当時サムスン証券に勤務していた。その後、東部資産運用で投資戦略部長を務めた。

## 学歴
- 映画小学校卒業（1976年）
- 東山中学校卒業（1979年）
- 済物浦高等学校卒業（1982年）
- 延世大学校経営学士（82年入学）
- 米国ミシガン大学（University of Michigan Ann Arbor）大学院経営学科経営学修士（MBA）

## 生涯

### 活動履歴
1963年京畿道仁川生まれ。1969年から1970年に掛けてソウル龍山区で幼年期を過ごす。仁川済物浦高校1年生であった1979年には、MBC文化放送TV番組「奨学クイズ」に出演したこともある。その後、延世大学を卒業し兵役を終えた後、1990年に経済評論家として活動を開始した。翌1991年に、歌手ハン・ドンジュンの「君がこの世にいるだけで」の曲を通じ、作詞・作曲家としてデビューした。同年10月には、SMエンタテインメント第一世代のメンバーとして、ファーストソロアルバム「Virgin Flight」を発表した。その後1992年に、ポップミュージック評論家としても活動を始め、1994年にザ・クラシックを結成してファーストアルバム「マボべソン(魔法の城)」をリリース。8−4にいるピーチ姫を救い出すまでのマリオの旅のイメージに乗せて恋愛を歌ったものとも言われるタイトル曲「マボべソン(魔法の城)」は、親しみやすく力強いメロディーと甘い歌詞が相まって高い人気を得た。以後、1995年前後に、ヤン・ジンソクの「菜の花咲いた野原に」、イ・ソラの「忘れないで」、「最初のまま」、ハン・ドンジュンの「愛の誓い」、イ・スンファンの「私へ」、「ダンクシュート」等、数多くの曲を作曲した。また、グループの活動としては、ザ・クラシックのセカンドアルバム「ヨウヤ(キツネよ)」を発表し、ファンから熱狂的に迎えられた。1997年サードアルバム「ハッピー ア−ワー」を最後に、ザ・クラシックは解散した。
1998年には、これまで他の歌手に提供した曲を集めたアルバム、キム・グァンジン　セカンドアルバム「My Love、My Life」を発表した。全部で13曲からなるこのアルバムの6番目の曲が「ソトゥンイビョル(서툰 이별 / 初めての別れ)」で、大学時代に初めて付き合い結局別れてしまった彼女との思い出を歌った曲。2000年には、「ピョンジ(手紙)」が収録されたサードアルバム「It's Me」を発表した。
2000年にはまた、米国証券アナリストの資格であるCFAを取得し、CFAを取得した最初の歌手となった。2002年には、「東京少女」が収録された4thアルバム「Solveig」を発表し、2004年に発売されたパク・ヒョシンの4thアルバムの「モッラッチョ」、「君が聞かせてくれた言葉」を作曲した。2002年末には、東部資産運用に入社し投資戦略部長を務め、2007年には韓国内ファンドの収益率1位の記録を立てた。
2008年4月、6年ぶりに新譜のキム・グァンジン5thアルバム「Last Decade」を発表した。新曲3曲と、過去10年間にキム・グァンジンがソロで発表した曲で構成されたベストアルバムとなった。さらに、ソン・シギョンの6thアルバム収録曲である「オディエド(どこにも)」を作曲した。
2011年のスーパースターKでは、ポスコボスコ、クリス、イ・ジョンアなど多くの後輩歌手がキム・グァンジンの作品をリメイクして歌った。
シンガーソングライターとして活動する一方で、2011年KBS第2ラジオで「キム・グァンジンの経済フォーカス」コーナーを始めた。
2013年には、ラジオ放送を続けつつ、初心者の個人投資家に向けて、キム・グァンジン自身が20年間の投資を通じて得たノウハウをまとめた「キム・グァンジン守りの投資」を出版した。
2014年10月、17年ぶりにザ・クラシックの4thアルバムとなる新譜「Memory&a step」を発表した。 5曲の新曲からなっている。
タイトル曲となった「ウリエゲン(私たちには)」は、キム・グァンジンがイタリア旅行中に昔の恋愛のことを思い書いた曲と言われている。
2017年4月1日KBS2の「不朽の名曲」に、伝説の役で出演し、自身が作曲した曲を振り返った。
また、同じ日にデジタルシングル音源としてタイトル曲「ジヘ(知恵)」「ベダリ(舟の橋)」を発表した。

## ディスコグラフィー

### グループアルバム
- ザ・クラシック1集 (1994年6月30日発売)
- イ・スンファン＆ザ・クラシック- Happy Christmas (1994年発売)
- ザ・クラシック2集 (1995年9月30日発売)
- ザ・クラシック3集-ハッピーア-ワー (1997年5月発売)
- ザ・クラシックミニアルバムMemory＆A Step (2014年10月13日発売)

### ソロアルバム
- 1集- Virgin Flight (1991年発売)
- 2集- My Love My Life (1998年6月1日発売)
- 3集- It's Me (2000年5月18日発売)
- 4集-Solveig (2002年7月19日発売)
- 5集- Last Decade (2008年4月1日発売)
- デジタルシングル-ジヘ (2017年4月1日発売)